# Соматический интеллект
Соматический (телесный) интеллект (СИ; англ. somatic intelligence, SI) — способность человека ощущать свое тело, сознавать его движения и их качество, а также регулировать физическое состояние и двигательную активность (в том числе при помощи осознанной работы с функциями и структурами тела). Относится к базовым навыкам. Основано на научении.
Впервые термин «соматический интеллект» был применен американским доктором холистических дисциплин Суреша Хилл в 2015 году, когда она написала и назвала свою книгу «Somatic Intelligence» в качестве пособия для учеников основанного ею в Калифорнии, США, Marin Center for Somatic Education. В своей книге она пишет: «Тем же образом, которым мы читаем новые книги, путешествуем в новые страны или изучаем новые языки для поддержания гибкости ума, новые различные способы движений вашего тела помогут поддерживать его гибкость, а когда оно станет разумным и отзывчивым, то, скорее всего, начнет демонстрировать такую же открытость и готовность к обучению. … Для того, чтобы прервать неосознанный мышечный контроль, который был встроен в дисфункциональный паттерн либо по причине стресса, травмы, перенапряжения, либо из-за множества различных форм стимуляции, мы намеренно становимся частью коммуникативной системы тела, наращивая свой соматический интеллект. Так же, как и любой вид упражнений, практикуя эту коммуникацию, мы способны развивать и совершенствовать данное умение. … Тело, обладающее высокой степенью соматического интеллекта, обучается очень быстро, даже находясь рядом с человеком, профессионально владеющим желаемым умением. Спортсмены высокого уровня, которые пользуются телом довольно точно и регулярно, также обладают высокой мотивацией и открытой, восприимчивой, спонтанной и быстро реорганизующей себя системой. Развитие эффективности скорости реакций своего тела в любом действии повышает соматический интеллект. … Наши тела не только глубоко разумны, но они также являются тем самым источником и основой эффективной обработки любой информации, поступающей изнутри или извне.»
Обращаясь к классикам научной физиологии, нужно упомянуть несколько работ, близко подходивших к понятию соматического интеллекта или соматической грамотности.
Н. А. Бернштейн в книге «О ловкости и ее развитии» (1896—1966 г.г.) писал: «Двигательная ловкость — это своего рода двигательная находчивость, но сплошь и рядом эта простейшая форма находчивости постепенно перерастает в умственную находчивость, в изобретательность, в техницизм. Рабочий-стахановец нередко начинает с тренировки своих движений на высокие темпы, но затем переходит на их рационализацию и качественное усовершенствование, а кончает конструктивными улучшениями своего станка или машины и смелыми изобретательскими идеями. Вот эта сторона двигательной ловкости тоже неотразимо влечет к себе: то, что она интеллектуальна, что всю работу над ее развитием можно насквозь пропитать глубоким умственным вниканием в существо дела.» То есть, он предположил, что определенный, достаточно высокий уровень совершенствования двигательных навыков неизбежно перерастает в некий вид телесного интеллекта.
Ф. Лагранж в своей работе о гигиене физической культуры писал: «В фехтовании мастер, бесспорно, теряет с годами свои физические качества, и все-таки в 45 лет многие фехтовальщики ничуть не ниже себя самих. Дело в том, что попутно с ухудшением их чисто телесных качеств в них развивается качество интеллектуального порядка, то, что в фехтовании называется „суждением“ (jugement).»
О важности самосознания также писал создатель метода клинической соматики, построенной на механизмах нейрофизиологии, Т. Ханна. В своей книге «Соматика: возрождение контроля ума над движением, гибкостью и здоровьем» Ханна придавал большое значение сознанию человека и наделял его решающей ролью в физическом развитии и саморегуляции. Вот цитата из книги: «Согласно соматике, человек не просто животное по типу более сложно организованной версии лабораторной крысы. Человек — осознающее себя существо, которое способно обучаться еще большему самосознанию и самоконтролю. Как только мы признаем свою силу самосознания, мы поймем, что можем уберечься от неизбежного влияния стрессов. … Я считаю, что понимание силы человеческого сознания должно быть важнейшим постулатом науки в целом, и медицины в частности. Характеризуя людей как животных, наука отказывается от такого подхода.»
Таким образом, по аналогии с умственным и эмоциональным, телесный интеллект можно считать последней недостающей частью в системе целостного человека. Особенно очевидной эта потребность является на фоне взлета популярности соматических дисциплин, таких как Соматика Ханны и метод Фельденкрайза, которые позиционируются не как телесная работа в чистом виде, а как системы переобучения нервной системы новым программам, согласно которым движется все тело. Также в настоящее время все более широкое распространение в сфере восстановления функций опорно-двигательного аппарата находят методы, направленные на улучшение нейромышечного контроля. Среди них можно отметить такие достаточно известные направления, как рефлекторная гимнастика по методу Войта, проприоцептивная нейромышечная фасилитация, Бобат терапия, технология "Neurac" (Норвегия) и ее российский аналог "Экзарта", доказавшие свою эффективность.

## Коэффициент соматического интеллекта
SQ — коэффициент телесного интеллекта (англ. SQ — somatic quotient, читается «эс кью»), показатель способности сознавать и регулировать свое физическое состояние и двигательную эффективность.
До сегодняшнего дня было выделено несколько основных видов интеллекта — умственный (I), эмоциональный (EI), эмоционально-социальный (ESI), также в свое время был назван витальный, или жизненный интеллект (VI). Каждый из них измеряется в условных количественных единицах — коэффициентах. Известные обозначения этих показателей выглядят как IQ, EQ, ESQ и VQ соответственно. По аналогии, соматический интеллект может измеряться в коэффициентах шкалы SQ, которая еще находится в разработке.
Общими словами можно обозначить, что чем лучше человек ощущает, сознает и контролирует свое тело, его состояние и подвижность, тем выше его уровень соматического интеллекта. Как правило, такого высокого уровня ощущения тела и владения им достигают опытные спортсмены и специалисты двигательных практик. Однако, предполагается, что повышать свой СИ способен любой человек, научаясь управлению своим телом таким же образом, каким научился держать голову, ходить, стоять и выполнять любые жизненно важные двигательные действия.